# Vinařská oblast Čechy

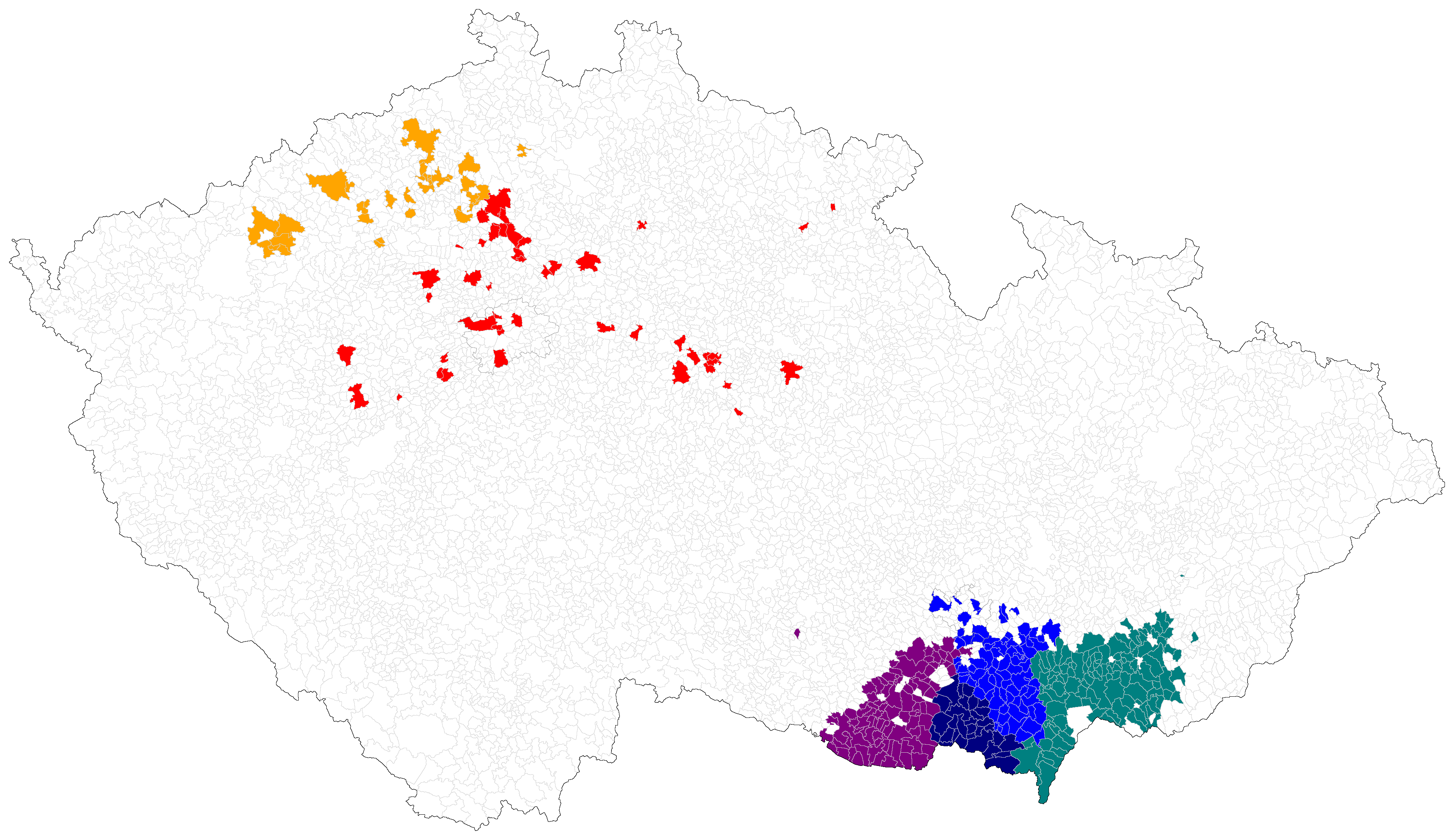
Vinařská oblast Čechy (vlevo nahoře) je tvořena roztroušenými vinařskými obcemi ve středních a severních Čechách
podoblast mělnická
podoblast litoměřická

Vinařská oblast Čechy je vinařská oblast, která obsahuje schválená území pro pěstování révy vinné v prostoru  středních a severních Čech. Tvoří ji dvě vinařské podoblasti, mělnická a litoměřická. Oblast zahrnuje 75 vinařských obcí, které oproti vinařské oblasti Morava netvoří velké spojité území, ale jsou roztroušeny po územích s příznivými klimatickými podmínkami a vhodnou půdou zejména ve severní části středních Čech kolem řek Labe a Ohře a v severozápadních Čechách v Podkrušnohoří kolem řeky Bíliny. Celková výměra vinic ve vinařské oblasti Čechy v roce 2024 činila 684 ha (tj. 4,02 % plochy vinic v Česku).
Oblast vznikla v květnu 2004 v souvislosti s novým uspořádáním vinařských oblastí, které přinesl vinařský zákon č. 321/2004 Sb. a jeho prováděcí vyhláška č. 324/2004 Sb. (později č. 254/2010 Sb.). 
Bílá vína z vinařské oblasti Čechy jsou přirovnávána typově k vínům z Porýní, kde je podobné klima. Typická odrůdová skladba je Rulandské šedé, Rulandské bílé, Ryzlink rýnský, Müller Thurgau, Muškát Othonel a Kerner. Z červených Modrý Portugal, Dornfelder a Rulandské modré.